# Видзини
Видзи́ни (итал. Vizzini) — коммуна в Италии, располагается в регионе Сицилия, подчиняется административному центру Катания.
Население составляет 7017 человек (на 2004 г.), плотность населения составляет 57 чел./км². Занимает площадь 125 км². Почтовый индекс — 95049. Телефонный код — 0933.
Покровителем коммуны почитается святой Григорий Великий. Праздник ежегодно празднуется 12 марта.

## Города-побратимы
- Ачи-Катена, Италия
- Чериньола, Италия
- Ливорно, Италия

## Известные уроженцы
- Лючио Маринео Сикуло (1444—1533)  гуманист, историк, летописец, поэт.